# Kutî, Lokaci
Kutî (în ucraineană Кути) este un sat în comuna Bilopil din raionul Lokaci, regiunea Volînia, Ucraina.

## Demografie
Componența lingvistică a localității Kutî
     Ucraineană (99,07%)
     Alte limbi (0,93%)
Conform recensământului din 2001, majoritatea populației localității Kutî era vorbitoare de ucraineană (99,07%), existând în minoritate și vorbitori de alte limbi.